# Lydulus uzbekistanicus
Lydulus uzbekistanicus is een keversoort uit de familie van oliekevers (Meloidae). De wetenschappelijke naam van de soort is voor het eerst geldig gepubliceerd in 1981 door Kaszab.